# Dolores (Colombia)
Dolores è un comune della Colombia facente parte del dipartimento di Tolima.
L'abitato venne fondato da un gruppo di padri agostiniani nel 1700.